# Burgruine Steinerberg
Die Burgruine Steinerberg ist die Ruine einer Höhenburg auf 537 m ü. A. im Ortsteil Unteredt der Gemeinde Altenfelden im Bezirk Rohrbach von Oberösterreich. Die Reste dieser Burganlage liegen nahe dem Bauernhaus Turmbauer (Steinerberg 8).

## Geschichte
Als die ersten Inhaber von Steinerberg werden die Kirchberger genannt. Um 1195 wird hier ein Ulricus de Chrichperch erwähnt. Carl von Kirchberg verkaufte 1263 sein Lehen an die Tannberger. Auch die hier im 13. Jahrhundert ansässigen Steinerberger waren Dienstleute (sog. „einschildige Ritter“) der Tannberger. 1279 wird Ulricus de Stainaperg genannt, 1303 wird Gottfried von Steinaperg erwähnt, ein Seibot von Stainaberg urkundet auch 1309. Nach dem Tod ihres Lehensherren Kunrad von Tannberg († 1356) begannen die Steinerberger, ihren Besitz zu veräußern und abzuwandern. 1362 verkauften sie ihre Stammburg dem Gundacker von Tannberg zu Pürnstein. Der letzte nachweisbare Steinerberger war Andreas Steinerperger, der 1415 Dienstmann der Schallenberger war. Dieser war mit Dorothea Steinaperg vermählt, der Witwe des Erhard von Schallenberg. Der letzte der Steinerberger dürfte Wolfgang Steinaperg gewesen sein.

## Burgruine Steinerberg heute
Die Burg liegt auf einem felsigen Hügel, der nach drei Seiten steil abfällt. Sie war etwa 40 m lang und 15 m breit und einst auch durch umlaufende Gräben geschützt. Vor dem Zugang auf der Westseite befand sich eine Vorburg (eventuell ein Turm mit zwei Meter dicken Mauern) mit einer Zugbrücke. Heute sind noch aufrechte Mauerreste vorhanden, die von dem Grundbesitzer in den letzten Jahren sukzessive abgetragen wurden. Auch ein Halsgraben kann noch gesehen werden.
In der Nähe der Burg wurde ein sogenannter Erdstall aus dem 12. Jahrhundert entdeckt, der vermutlich mit der Burg in einem Zusammenhang steht.

Burgruine Steinerberg
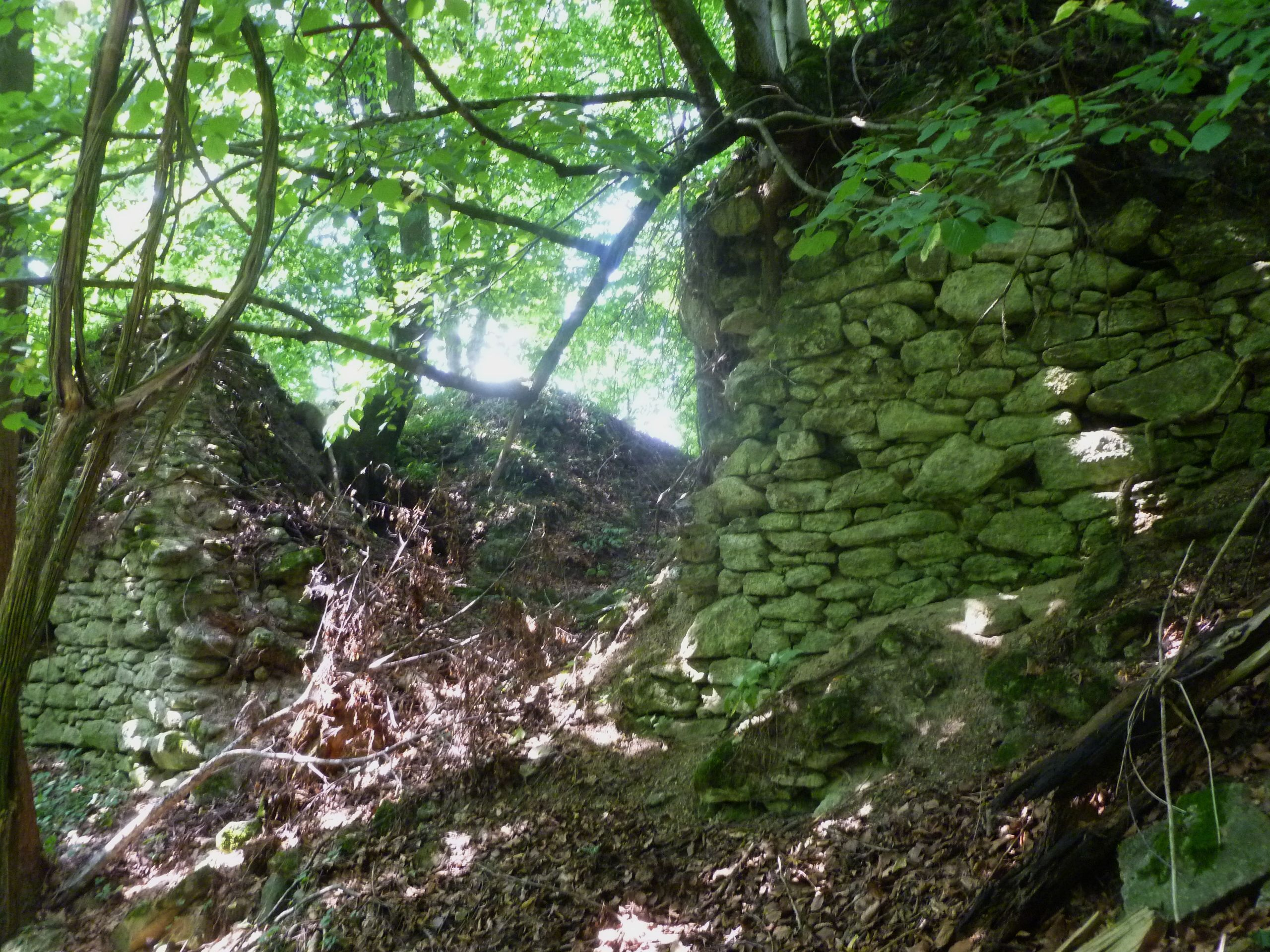
Burgruine Steinerberg: Mauern
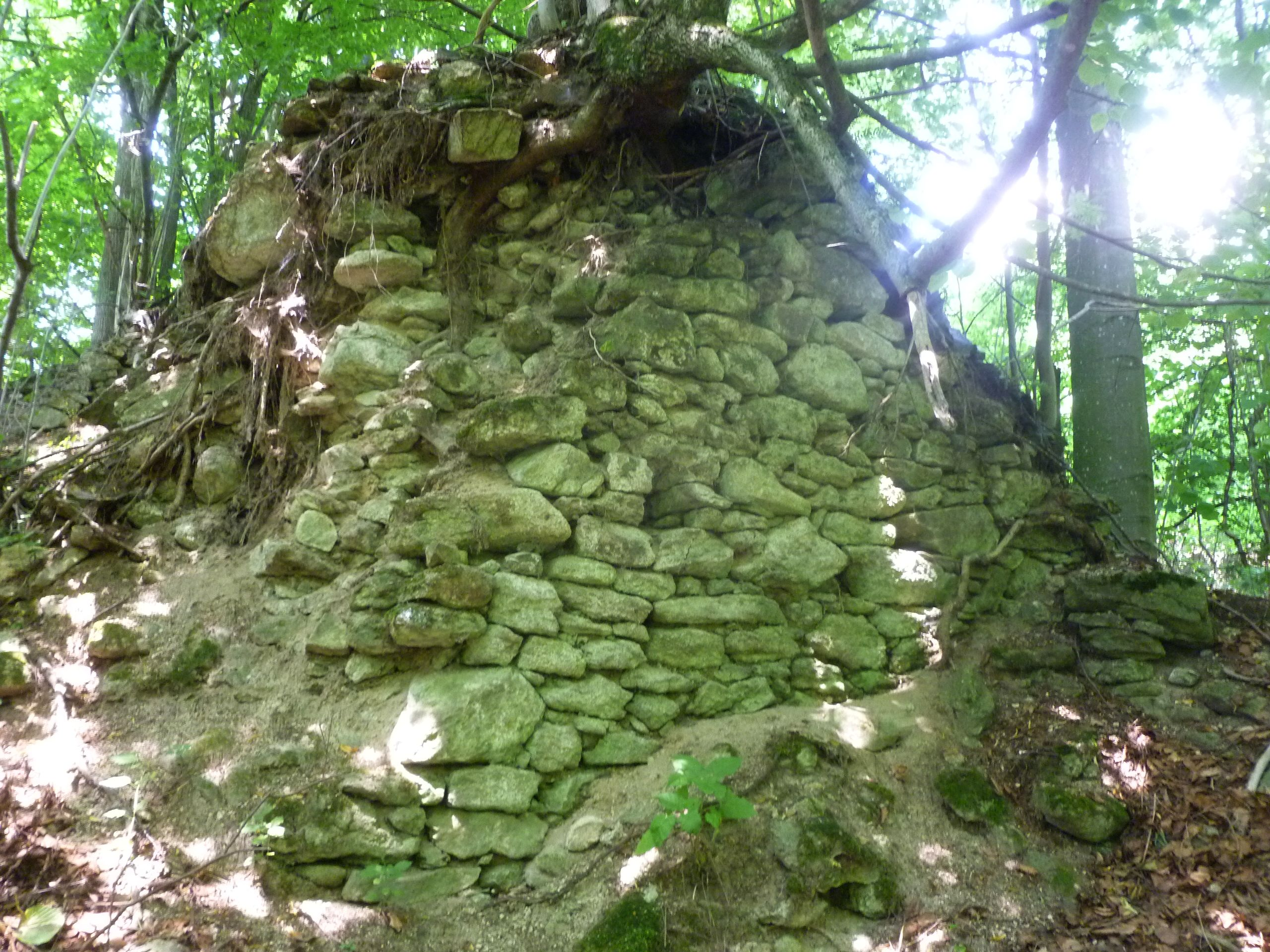
Burgruine Steinerberg
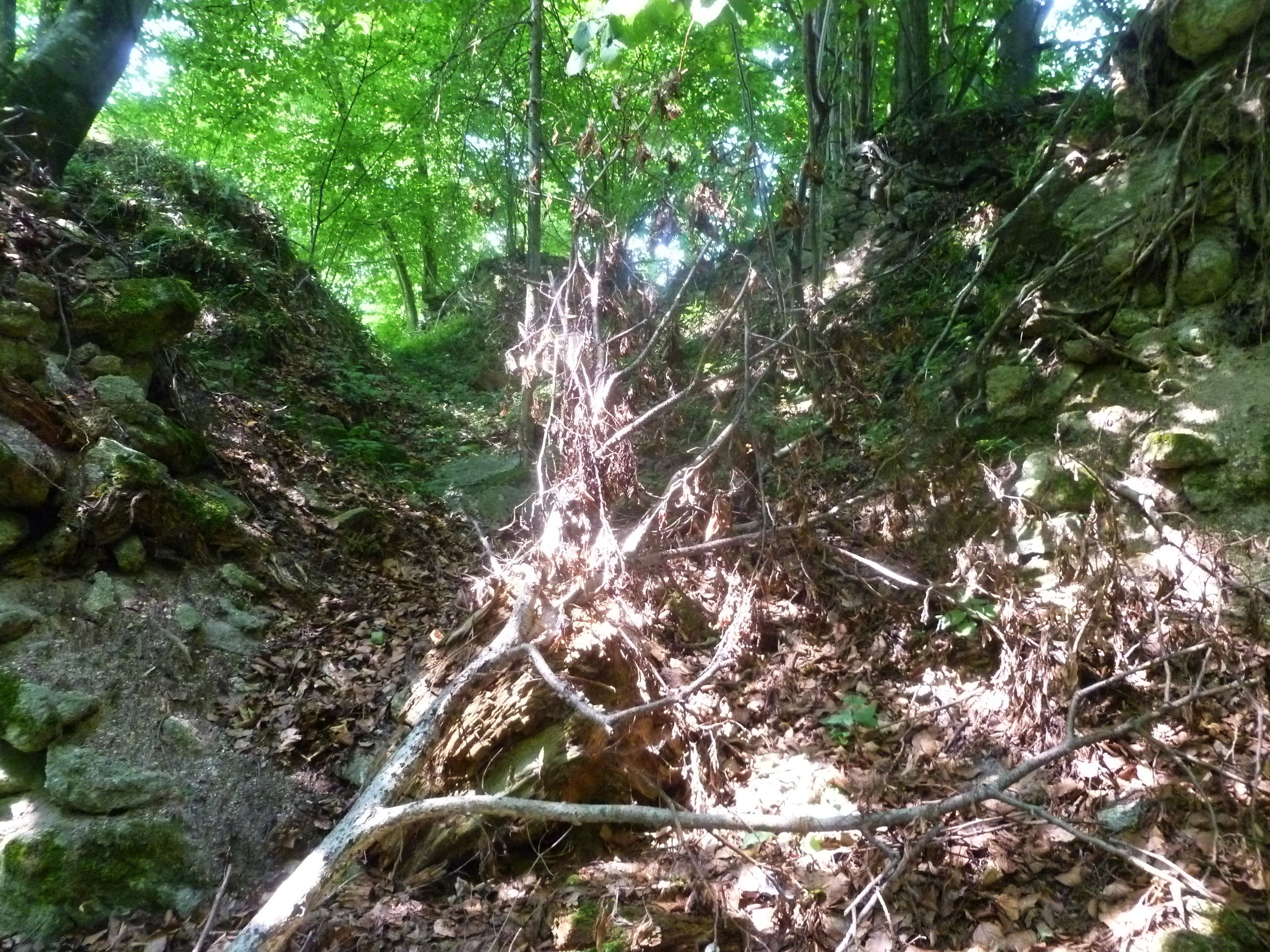
Burgruine Steinerberg: Burggraben
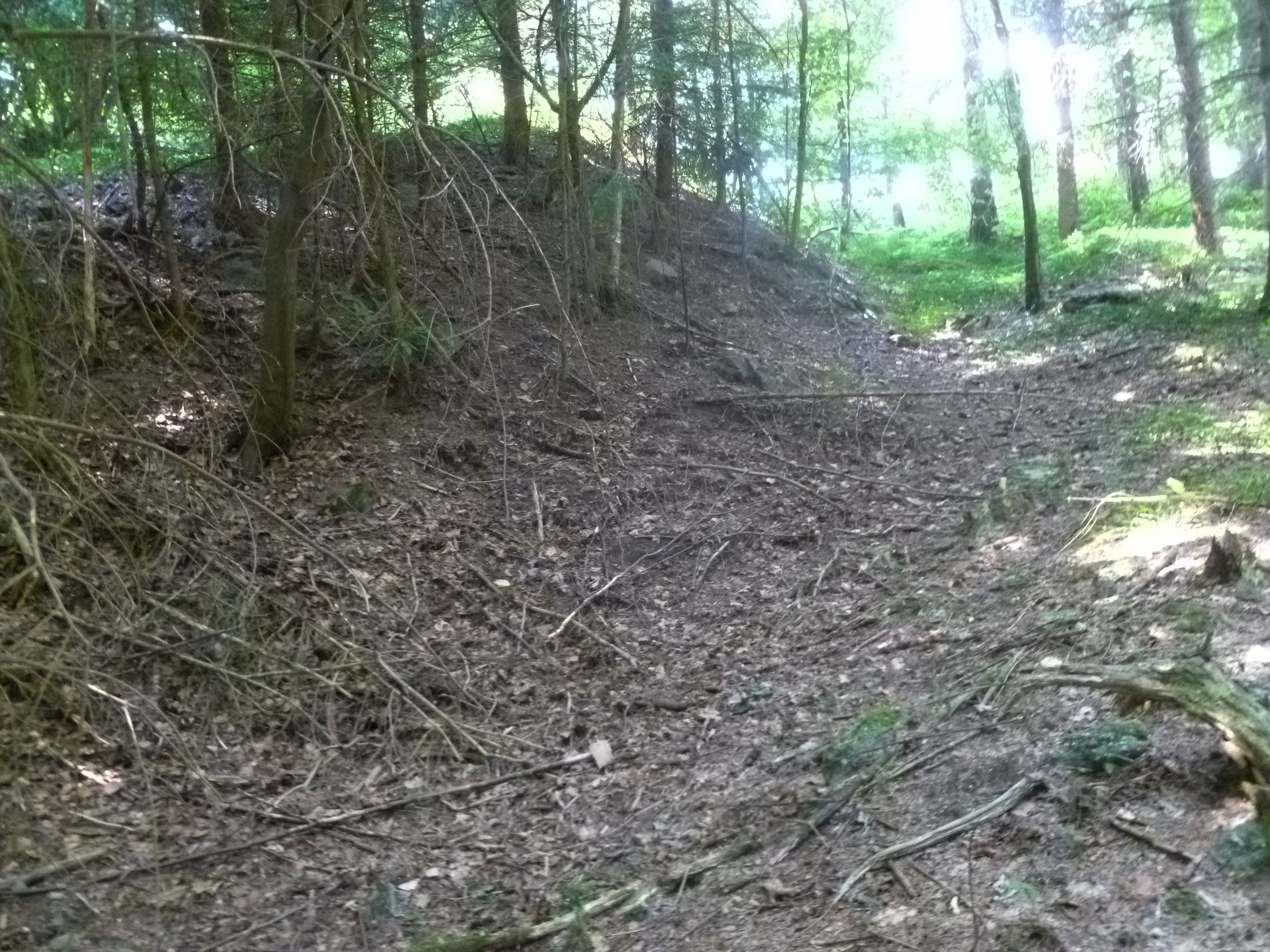
Burgruine Steinerberg: Burggraben